# Carburieren
Carburieren ist eine Methodik aus der Brennstofftechnik. Bei Brennstoffen soll damit 
- der Heizwert gesteigert,
- die Leuchtkraft intensiviert und
- der Strahlungswärmeübergang der Brenngasflammen erhöht werden.

Bei der Carburierung werden flüssige Kohlenwasserstoffe verdampft oder thermisch zersetzt. Das Hindurchleiten von Luft durch Benzin- oder Benzol-Dampf führt zur Entstehung eines brennbaren Gases von hohem Heizwert und erhöhter Leuchtkraft.